# Murphys love
Murphys love er betegnelsen for en række populære idiomer eller talemåder. Murphys første lov lyder: Hvis noget kan gå galt, vil det gå galt.

## Baggrund
Ifølge bogen A History of Murphy's Law af Nick T. Spark har forskellige samlinger af forskellige personer gennem årene gjort det umuligt at pege på hvem, der først fandt på Murphys love. Angiveligt skulle navnet henvise til Edward A. Murphy, Jr. og hans forsøg på at anvende nye måleapparater. Således skulle man have fundet på navnet som en reaktion på Murphys udtalelser, efter at han konstaterede, at apparaterne ikke virkede efter hensigten.
Fra 1948 til 1949 foregik der et projekt benævnt MX981 på Muroc Field (senere Edwards Air Force Base) med det formål at teste menneskets tolerance over for g-kræfter under kraftig deceleration. Testene anvendte en raketdreven slæde monteret på en jernbane med en serie af hydrauliske bremser for enden.
Til de indledende tests anvendtes dukker spændt fast til et sæde i slæden, men senere tests blev foretaget med Murphys kollega John Stapp. Under forsøgene rejste nogen tvivl om nøjagtigheden af de instrumenter, der skulle måle Stapps påvirkninger. Murphy foreslog at anvende ekstensometre på selestrammerne for at måle påvirkningen under hans kraftige deceleration.
Efter afslutningen af forsøgene viste det sig, at måleinstrumenterne ikke havde målt noget som helst. På dette tidspunkt udtrykte en irriteret Murphy de berømte ord, selvom han inden start var blevet tilbudt tid til at kalibrere og teste instrumenterne, hvilket han havde afvist.

## Andre talemåder og idiomer
Foruden hovedloven har Murphy formuleret disse love:
- Ingenting er så let, som det ser ud til.
- Alt tager længere tid, end du tror. (Hofstadters lov)
- Hvis der er mulighed for, at flere ting kan gå galt, vil den ting, som vil forårsage mest skade, være den ting, som går galt.
- Hvis der er et tidspunkt, hvor det vil være specielt dumt, at noget går galt – så vil det ske på det tidspunkt.
- Hvis der er noget, som ikke kan gå galt, så går det alligevel galt.
- Hvis der er fire måder, en procedure kan gå galt på, og man forudser dette, så vil en femte og uforudset måde øjeblikkelig forekomme.
- Når ting bliver overladt til sig selv, vil de gå fra at være dårlige til virkelig dårlige. Ethvert forsøg på at rette på problemet vil bare accelerere, hvor hurtigt det går fra dårligt til virkelig dårligt.
- Hvis alt ser ud til at gå godt – så har man tydeligvis overset noget.
- Moder natur holder altid med de skjulte mangler.
- Ingenting er idiotsikkert; idioterne er alt for opfindsomme.
- Når du har bestemt dig for at gøre noget bestemt, er der noget andet, som må gøres først.
- Enhver løsning avler nye problemer.